# Четырёхвёрстное озеро
Четырёхвёрстное озеро (офиц. Четырехверстное) — озеро в южной части Петрозаводска, в районе Ключевая. Через Каменный ручей связано с Онежским озером (бассейн Балтийского моря).
Купание в озере и использование воды в питьевых целях запрещено.

## История
На берегу озера действовала фабрика валяной обуви.

## Фауна
Из рыб отмечены речной окунь (Perca fluviatilis), уклейка (Alburnus alburnus) и лещ (Abramis brama).

## Флора
В составе прибрежно-водной растительности отмечены вейник незамечаемый (Calamagrostis neglecta), кизляк кистецветный (Naumburgia thyrsiflora), вербейник обыкновенный (Lysimachia vulgaris), калужница болотная (Caltha palustris), двукисточник тростниковидный (Phalaroides arundinacea), кубышка жёлтая (Nuphar lutea), осока носиковая (Carex rostrata), осока пузырчатая (Carex vesicaria), поручейник широколистный (Sium latifolium), рдест плавающий (Potamogeton natans), тростник обыкновенный (Phragmites australis), хвощ топяной (Equisetum fluviatile), частуха обыкновенная (Alisma plantago-aquatica), элодея канадская (Elodea canadensis).